# ريفيلينو
روبرتو ريفيلينو (بالبرتغالية: Roberto Rivellino)، من مواليد 1 يناير 1946 في ساو باولو بالبرازيل، لاعب كرة قدم سابق، ويعرف بقدمه اليسرى القوية جداً، وبكراته الثابتة وشاربه الكبير، وهو أول من استعمل الحركة الكروية التي تعرف حالياً باسم فليب فلاب والتي استعملها عدد من النجوم اللاحقين أمثال رونالدينيو.
بدأ ريفيلينو مسيرته الكروية مع نادي كورنثيانز البرازيلي في سنة 1965، ولعب لهم لمدة تسعة سنوات، وشارك خلالها في 200 مباراة وسجل فيها 141 هدف، وفي عام 1974 انتقل إلى نادي فلومينينسي، ولعب معهم لمدة أربعة سنوات، وشارك في 158 مباراة وسجل 53 هدفاً، وفي سنة 1978 انتقل إلى نادي الهلال السعودي، واعتزل كرة القدم معه في سنة 1981ولعب مع نادي الهلال 57 مباراة وسجل 23 هدفاً.
و شارك ريفيلينو مع منتخب البرازيل لكرة القدم، وهو من اللاعبين الذين شاركوا في أكثر من مئة مباراة دولية، وقد كانت أفضل فتراته في كأس العالم لكرة القدم 1970 في المكسيك حيث سجل ثلاثة أهداف من بينها الركلة الحرة التي سجلها في مرمى تشيكسلوفاكيا، وقد لعب ريفيلينو في كأسي العالم 1974 و1978 ولكن بنجاح أقل (المركز الرابع والمركز الثالث)، ولعب ريفيلينو مع منتخب البرازيل لكرة القدم 109 مباراة دولية .
و بعد أن اعتزل كرة القدم اتجه إلى مهنه التدريب ودرب منتخب اليابان لكرة القدم.